# Rita Martinová
Margareta „Rita“ Weir Martinová (nepřechýleně Rita Martin; 1875, Irsko – 1958, Londýn) byla anglická fotografka, považovaná za „jednu z nejlepších britských fotografek své doby“. Martinová pořídila portréty mnoha sufražetek a sama byla sufražetkou.

## Životopis
Margareta Weir Martinová se narodila v roce 1875 v Irsku.
V roce 1897 začala pracovat v ateliéru jako fotografka pro svou starší sestru Lallie Charlesovou. Studio Charlesové se jmenovalo „The Nook“ a nacházelo se na adrese Titchfield Road 1, Regent's Park v Londýně. V roce 1906 si otevřela vlastní konkurenční studio na adrese Baker Street 27. Specializovala se na portréty ve světlých barvách na čistě bílém pozadí. Jejími významnými fotografovanými osobnostmi byly například herečky (Winifred Barnes, Lily Elsie, Julia James, Lily Brayton a Violet Vanbrugh) a děti (dvě děti Gladys Cooperové). Ovlivnila mnoho dalších fotografů, zejména v žánru dětských portrétů, a její vliv je vidět na mnoha populárních francouzských a německých fotografiích dětí pořízených na počátku 20. století.
Inspirovala se prací Alice Hughesové; další průkopnické fotografky své doby byly: Christina Broom, Kate Pragnellová a Lizzie Caswall Smith. Historik umění Cecil Beaton o ní napsal: „Rita Martinová a bledě terakotová krása jejích fotografií jsou nedílnou součástí tohoto období. Rita Martinová a její sestra Lallie Charlesová, konkurenční fotografka, komponovaly své portrétované v měkkém světle vypadajícím jako zimní zahrada, takže všechny vlasy byly přehaně blond.“
Recenze The Strand Magazine z roku 1910 uvedla: „Rita Martinová si zaslouží být oceněna za chválu. Možná přijde doba, kdy se budou každoročně konat výstavy nejlepších počinů profesionálních fotografů, jako je tomu nyní u profesionálních malířů, a kdy bude práce těchto umělců vysoce ceněna kritiky. V umění fotografie, pokud jde o dětské portréty, bych měl dát na první místo sympatie – sympatie ještě před technickou dovedností v pózování a osvětlení.“
Martinová pořídil portréty mnoha sufražetek, jako byla například Rosamund Massyová, a sama byla sufražetka.
Martinová byla také malířka miniatur.

## Dědictví
Několik negativů Rity Martinové a Lallie Charlesové je zachováno v National Portrait Gallery darované jejich neteří Lallie Charles Martinovou v roce 1994.

## Galerie

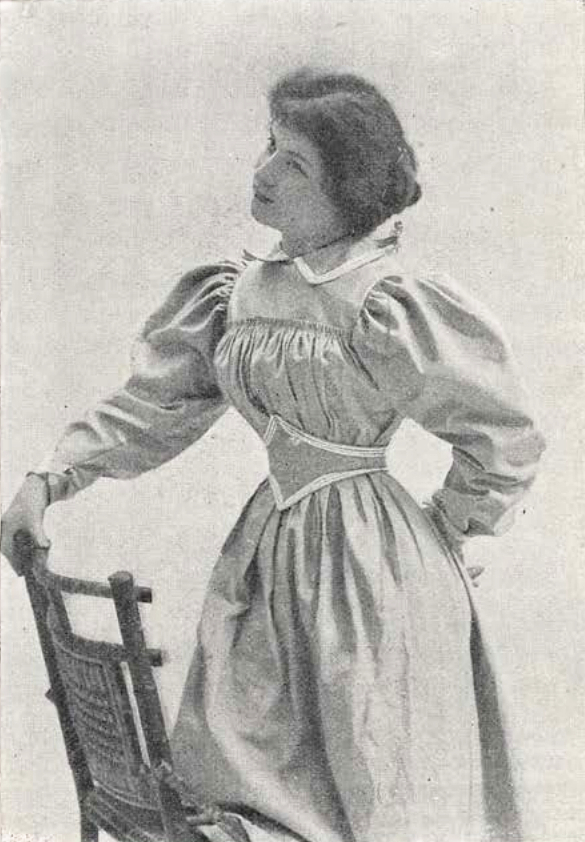
Miss Rita Martinová